# Корелација варијабли
Корелација је веза, односно сличност промене две варијабле. Веза између две варијабле не мора да буде нужно узрочно-последична, иако може да буде. Док се експеримент бави утврђивањем те узрочно-последичне везе, корелација сагледа да ли постоји икаква веза између две варијабле. Уколико обе варијабле расту, у питању је позитивна корелација, а уколико једна расте, а друга опада, у питању је негативна. Постоји и нулта корелација, где варијабле не расту и не опадају. Степен сличности између две варијабле се огледа путем формуле између два низа бројева, а тај степен се зове коефицијент корелације. Овакав начин одређивања везе између појава главна је одлика неексперименталних истраживања.